# Dischidia puberula
Dischidia puberula är en oleanderväxtart som beskrevs av Joseph Decaisne. Dischidia puberula ingår i släktet Dischidia och familjen oleanderväxter. Inga underarter finns listade i Catalogue of Life.